# 14425 Fujimimachi
14425 Fujimimachi eller 1991 TJ2 är en asteroid i huvudbältet som upptäcktes den 13 oktober 1991 av de båda japanska astronomerna Masanori Hirasawa och Shohei Suzuki vid Nyukasa-observatoriet. Den är uppkallad efter den japanska staden Fujimimachi.
Asteroiden har en diameter på ungefär 4 kilometer.